# 兎月園

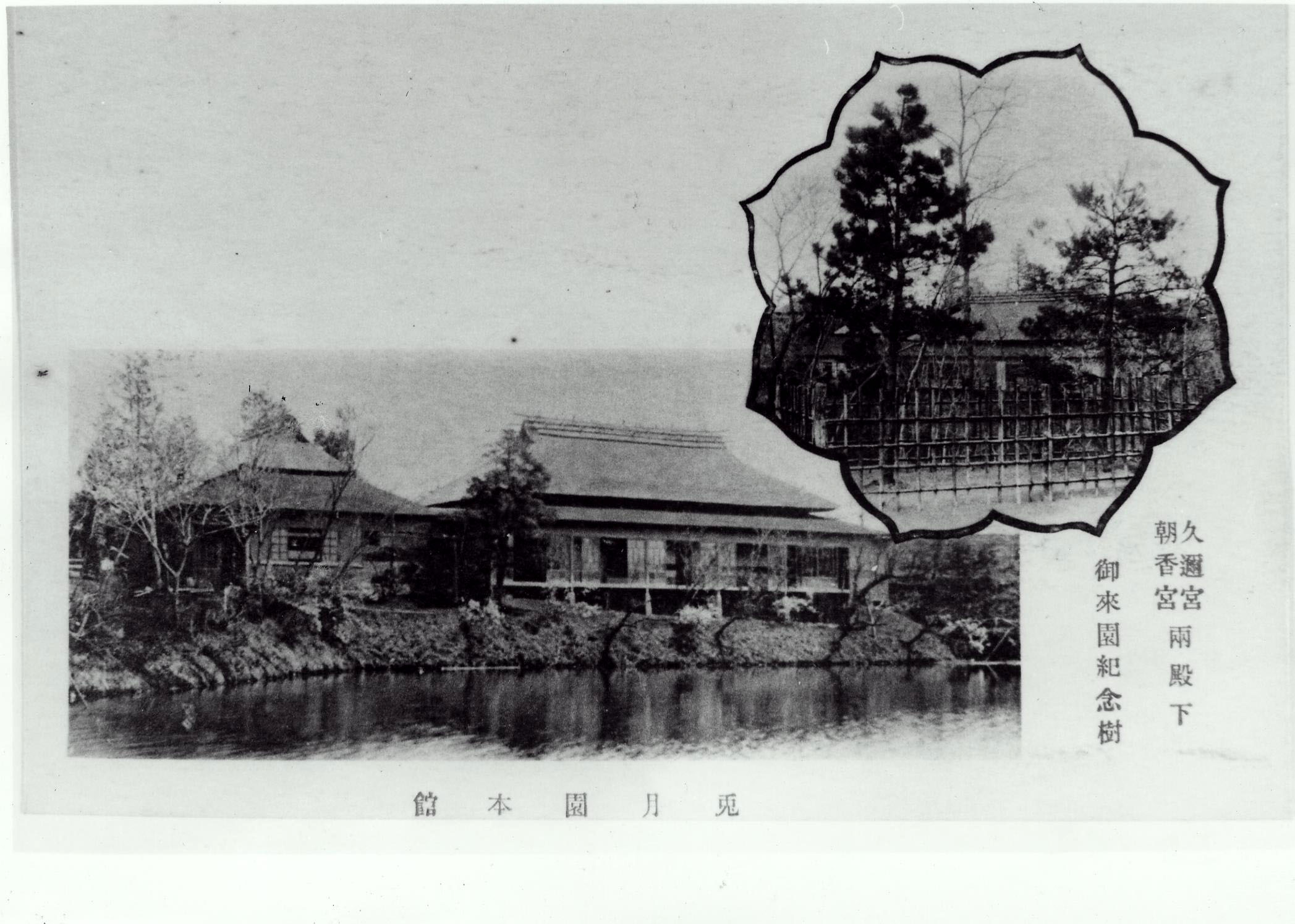
池に面した本館

兎月園（とげつえん）は、かつて東武東上線の成増駅の南口方面にあったレジャー施設（東京都練馬区）。

## 場所
東武東上線の成増駅から南西方向へ川越街道を超えたところにあり、成増駅から東武鉄道がバスを運行させていた。閉園後の現在でも練馬区光が丘公園から板橋区成増に向かう通りに、兎月園通りの名が残っている。また、近隣の西武バスの停留所名としても兎月園通りの名が残っていた(後に国際興業バスの停留所名と同じ｢旭町｣に改称)。

## 歴史
1924年（大正13年）（1921年とする説も）、東武鉄道の創設者、根津嘉一郎の協力を得て、貿易商の花岡知爾（ともちか）によって、白子川に流れこむ小川の一帯に開設された（豊島園の開園がその2年後である）。妙安寺の寺領の一部を借り、華族や富裕層向けの会員制施設「成増農園」を始めたのが最初。。
豊渓中学校の周辺一帯（旭町三丁目）の一万坪（3万3000m2）のもともとは農業用地だったところに、貸農園と数寄屋造りの茶店や料亭ができ、その後、ボート遊びのできる池、テニスコート、小動物園、運動場、映画館、露天風呂を備えた浴場などが整備され、一種のヘルスセンター的な総合娯楽施設となった。茶店は池にのぞみ、桜やつつじ、藤などの花見、トラックを使っての運動会、草競馬、自転車競走などが行なわれ、小学校の遠足なども多くなった。料亭は政財界の大物が多く利用する場所として賑わった。
また、園主花岡知爾の好意により1926年（大正15年）に明治大学ラグビー部が兎月園グラウンドを練習場として使用し、同年11月11日には第4回ラグビー早明戦がこの地で行われた（早12-0明）。
しかし、第二次世界大戦の激化のため利用者が減少し、1943年に経営が成り立たず閉園に追い込まれ、園は農地や住宅地に変わっていった。後に明電舎の成増アパートや豊渓中学校の校地になった。
現在、石神井公園に隣接する三宝寺にある勝海舟邸の長屋門は、この兎月園に移されてから更に三宝寺に移った。なお、隣には、経営者・花岡知爾の兄が始めた花岡学院があった。

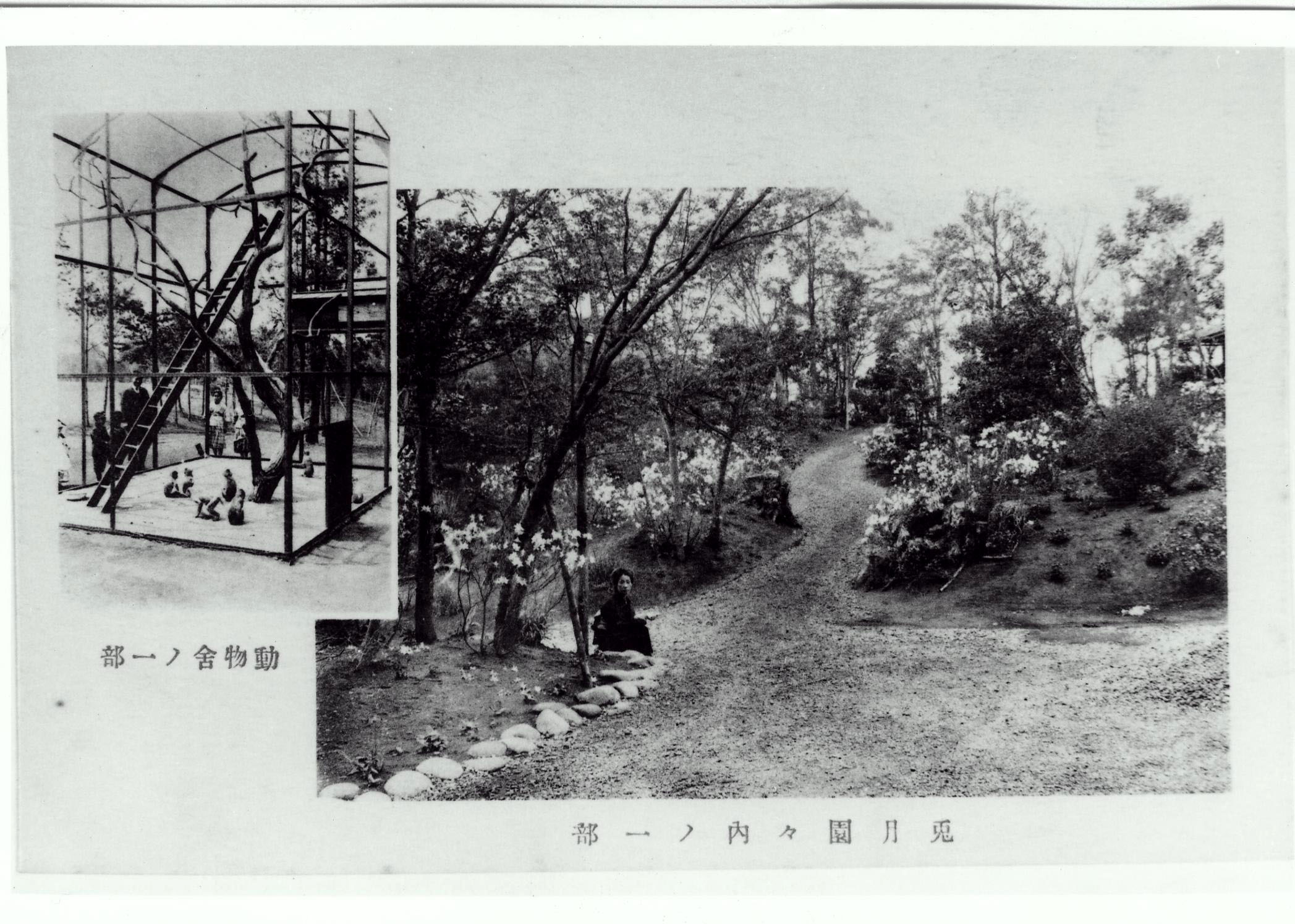
園内
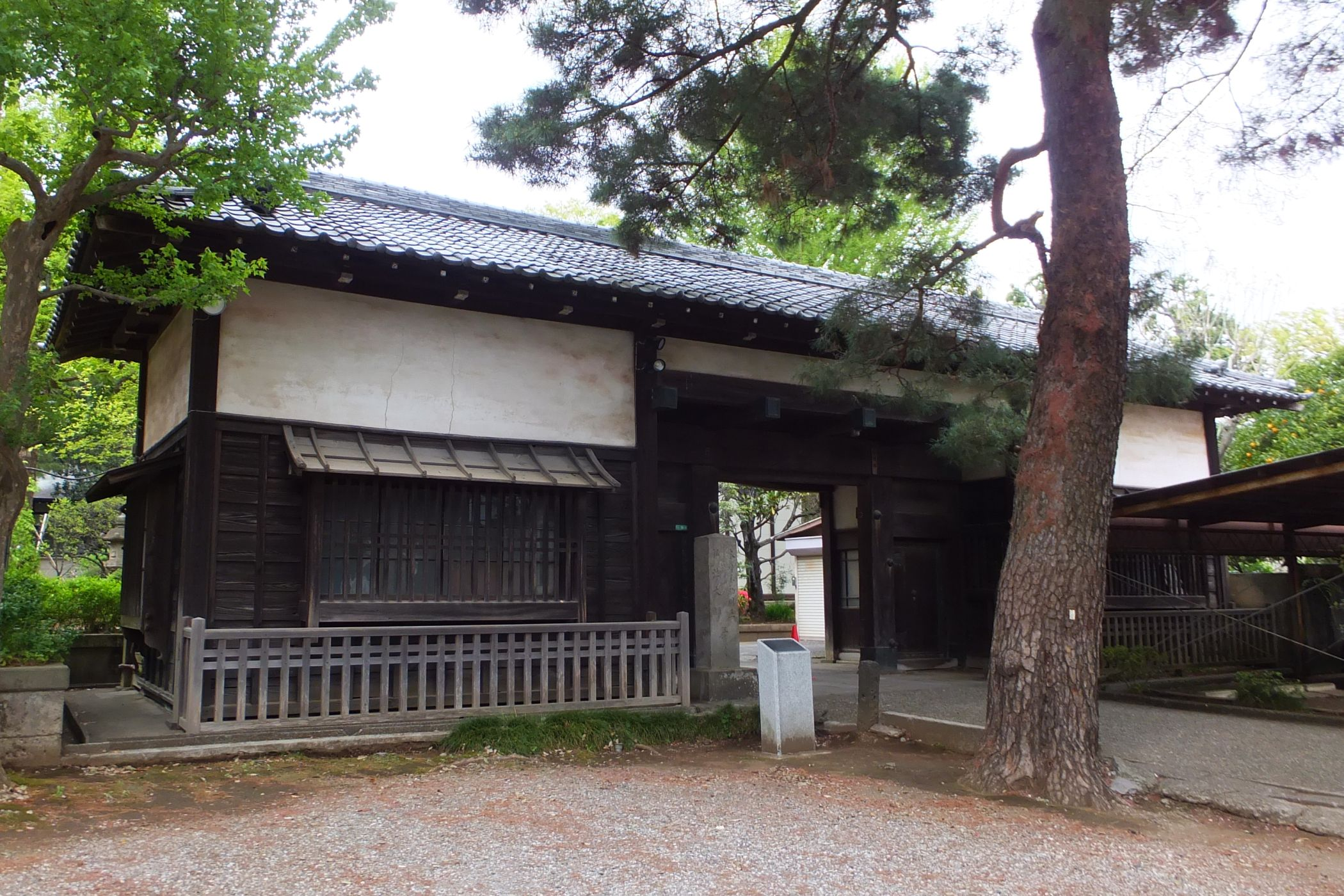
勝海舟邸 長屋門
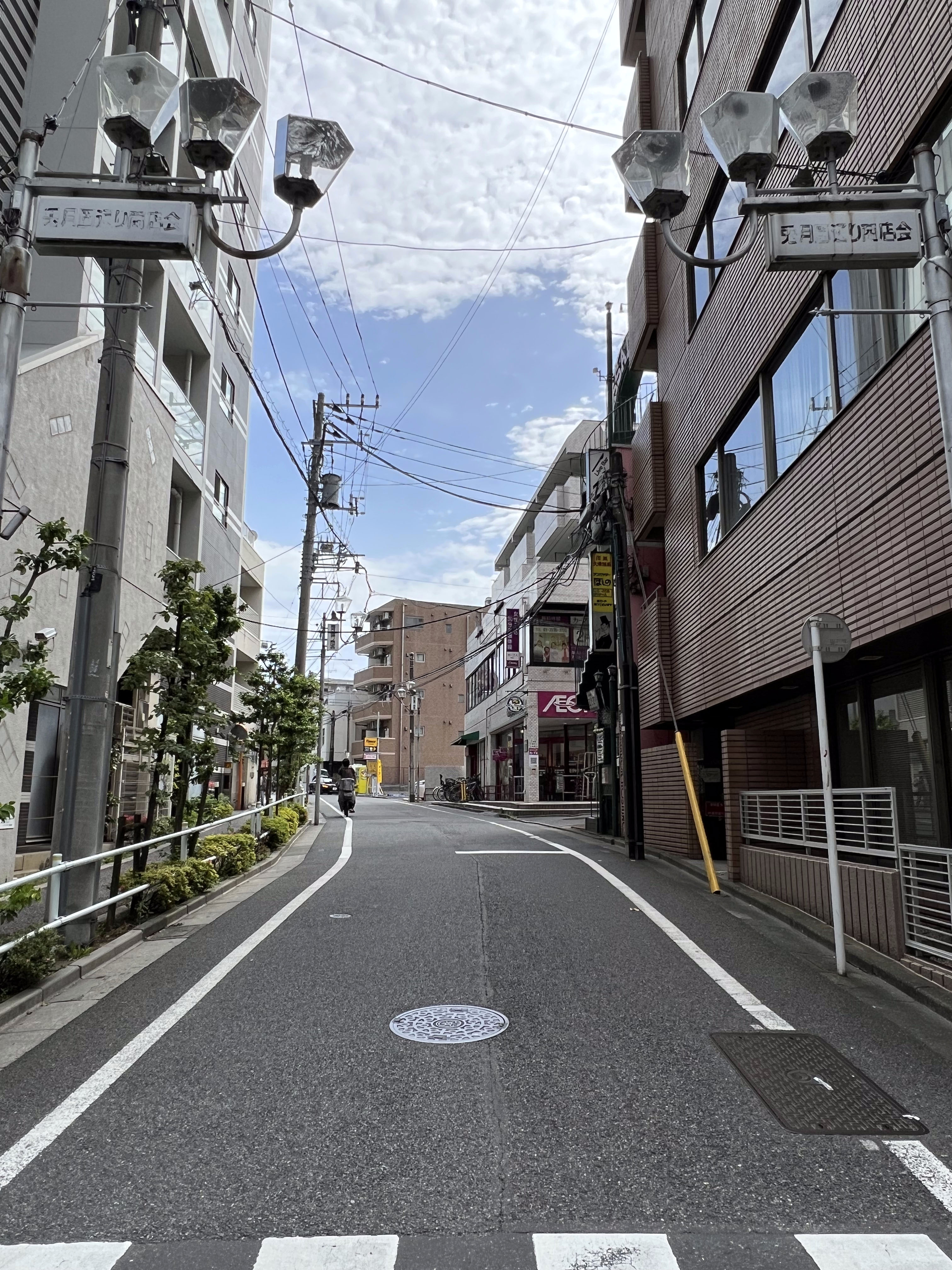
兎月園通り（2023年）